# Ludovico Micara

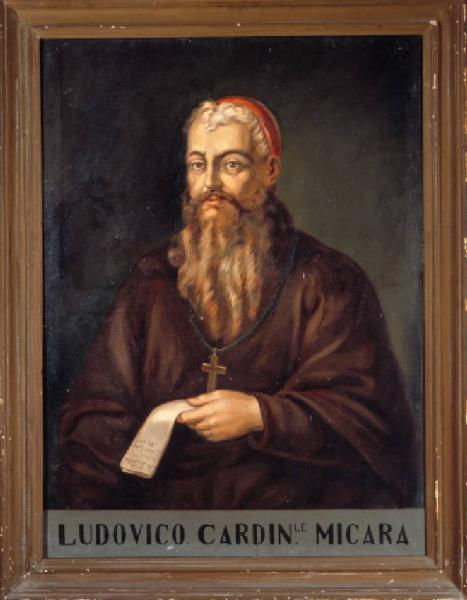
Ludovico Micara

Ludovico Micara (Frascati, 12 oktober 1775 – Rome, 24 mei 1847) was een Italiaans kardinaal van de Rooms-Katholieke Kerk.

## Biografie
Ludovico was de zoon van Gianfilippo Micara en Gaetana Lucidi. Na een studie aan het seminarie van Frascati trad Ludovico in 1793 toe tot de kloosterorde van de minderbroeders kapucijnen. Door de inval van Frankrijk en de bezetting van Rome onderbrak Ludovico zijn studies te Rome om ze in Napels voort te zetten. Eind 1798 werd hij tot priester gewijd.
Na zijn terugkeer in Rome in 1810 week Ludovico kort daarna uit naar Frascati, waar hij plaatsvervangend aartspriester van het kathedraalkapittel werd. Omdat hij weigerde een mis voor te gaan om de Franse overwinning te vieren ontvluchtte Ludovico Frascati, maar werd later toch gearresteerd waarna hij gevangen werd gezet in Civitavecchia en Corneto. Na zijn ontsnapping wist Ludovico onder te duiken. Pas na de val van Napoleon Bonaparte in 1815 keerde hij terug naar zijn klooster en werd hij benoemd tot lector van het klooster van Albano.
Tijdens het consistorie van 20 december 1824 werd Ludovico door paus Leo XII in pectore tot kardinaal-priester gecreëerd. Publicatie volgde op 13 maart 1826 waarbij hem de titelkerk Santi Quattro Coronati werd toegewezen. 
In 1837 opteerde Ludovico voor de titel van kardinaal-bisschop van Frascati. In 1843 volgde zijn benoemingen tot vicedeken van het College van Kardinalen en prefect van de Congregatie voor de Riten. In 1844 volgde de overplaatsing naar de suburbicaire bisdommen Ostia en Velletri, waarbij hij tevens deken van het College van Kardinalen werd.
Tijdens het conclaaf van 1846, volgend op de dood van paus Gregorius XVI, gold Ludovico door zijn liberale houding als een van de mogelijke opvolgers. Uiteindelijk zou de keuze vallen op Giovanni Mastai-Ferretti, die de naam Pius IX aannam.
Ludovico Micara overleed op 24 mei 1847 te Rome, waar hij begraven werd in de kapucijner kerk aan het Piazza Barberini.